# Ayase Ueda
Ayase Ueda (上田 綺世, Ueda Ayase, Mito, 28 augustus 1998) is een Japans voetballer die doorgaans als aanvaller speelt. Hij verruilde het Belgische Cercle Brugge in augustus 2023 voor Feyenoord. Ueda debuteerde in 2019 in het Japans voetbalelftal.

## Clubcarrière

### Kashima Antlers
Ueda ging in 2017 naar de Hosei University, waar hij in het schoolteam voetbalde. Hij maakte op 3 augustus 2019 zijn professionele debuut bij Kashima Antlers. Voor deze club speelde hij vervolgens vier seizoenen in de J1 League, het hoogste niveau in Japan. De ploeg eindigde in die tijd elk jaar tussen de derde en vijfde plaats. Hij werd in zowel 2021 als 2022 clubtopscorer.

### Cercle Brugge

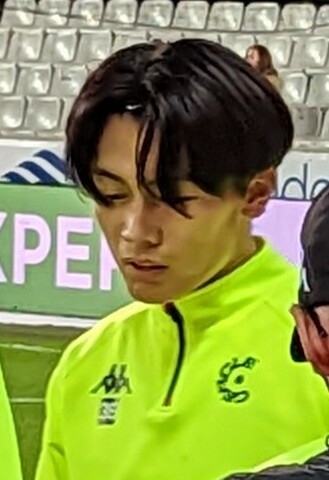
Ueda met Cercle Brugge tijdens training

Ueda tekende op 1 juli 2022 een contract voor vier seizoenen bij Cercle Brugge. In zijn eerste seizoen bij de Vereniging werd hij gelijk tweede op de topscoorderslijst van de Belgische Pro League. Door deze prestaties stond Ueda in de belangstelling van verschillende Europese clubs. Uiteindelijk werd op 2 augustus 2023 bekend dat hij een medische keuring had doorstaan bij Feyenoord, waar hij een vijfjarig contract kon tekenen. Hij werd voor Cercle Brugge de duurste uitgaande speler ooit en voor de Rotterdammers de duurste inkomende speler.

### Feyenoord
Op 3 augustus 2023 bevestigde Feyenoord officieel zijn komst door middel van een videoboodschap van oud-Feyenoorder Shinji Ono.

## Clubstatistieken
| Seizoen | Club            | Competitie    | Competitie | Competitie | Beker | Beker | Internationaal | Internationaal | Totaal | Totaal |
| Seizoen | Club            | Competitie    | Wed.       | Dlp.       | Wed.  | Dlp.  | Wed.           | Dlp.           | Wed.   | Dlp.   |
| ------- | --------------- | ------------- | ---------- | ---------- | ----- | ----- | -------------- | -------------- | ------ | ------ |
| 2019    | Kashima Antlers | J1 League     | 13         | 4          | 2     | 0     | 2              | 0              | 17     | 4      |
| 2020    | Kashima Antlers | J1 League     | 26         | 10         | 1     | 0     | —              | —              | 27     | 10     |
| 2021    | Kashima Antlers | J1 League     | 29         | 14         | 7     | 5     | —              | —              | 36     | 19     |
| 2022    | Kashima Antlers | J1 League     | 18         | 10         | 5     | 4     | —              | —              | 23     | 14     |
| 2022/23 | Cercle Brugge   | Eerste klasse | 40         | 22         | 2     | 1     | —              | —              | 42     | 23     |
| 2023/24 | Feyenoord       | Eredivisie    | 26         | 5          | 4     | 0     | 7              | 0              | 37     | 5      |
| 2024/25 | Feyenoord       | Eredivisie    | 9          | 3          | 1     | 0     | 3              | 1              | 13     | 4      |
| Totaal  | Totaal          | Totaal        | 161        | 68         | 22    | 10    | 12             | 1              | 195    | 79     |

* Bijgewerkt op 10 oktober 2024.

## Interlandcarrière
Ueda maakte op 18 juni 2019 zijn debuut in het Japans voetbalelftal, tijdens een met 4–0 verloren wedstrijd in de Copa América 2019 tegen Chili. Bondscoach Hajime Moriyasu gaf hem die dag een basisplaats. Diezelfde Moriyasu nam hem later dat jaar ook mee naar het Oost-Aziatisch kampioenschap 2019. Ueda werd daarna ruim twee jaar niet meer opgeroepen vpoor het nationale team, tot hij begin 2022 weer een paar keer mee mocht spelen. Moriyasu nam hem in november van dat jaar mee naar het WK 2022. Hierop kwam hij één keer een helft in actie, in een groepswedstrijd tegen Costa Rica. Ueda maakte op 15 juni 2023 zijn eerste interlanddoelpunt. Hij zette Japan toen uit een strafschop op 2–0 in een met 6–0 gewonnen oefeninterland tegen El Salvador.

### Statistieken
| Japans voetbalelftal | Japans voetbalelftal | Japans voetbalelftal |
| Jaar                 | Wed.                 | Dlp.                 |
| -------------------- | -------------------- | -------------------- |
| 2019                 | 6                    | 0                    |
| 2022                 | 6                    | 0                    |
| 2023                 | 4                    | 2                    |
| Totaal               | 16                   | 2                    |

## Erelijst
| KNVB Beker           | 1x | 2023/24 |
| Johan Cruijff Schaal | 1x | 2024    |